# El nom de la rosa
|  | Aquest article tracta sobre la novel·la d'Umberto Eco. Si cerqueu la seva adaptació cinematogràfica, vegeu «El nom de la rosa (pel·lícula)». |

El nom de la rosa (Il nome della rosa en l'italià original) és una novel·la d'Umberto Eco ambientada en un monestir benedictí l'any 1327. Va ser publicada per primer cop l'any 1980, fou un èxit de vendes immediat, i fou traduïda a nombroses llengües, entre aquestes, el català, a càrrec de Josep Daurella.
La novel·la, que ha venut més de 50 milions de còpies arreu del món, combina elements d'intriga i una investigació detectivesca amb reflexions filosòfiques, polítiques i disputes teològiques, dins del marc del pensament medieval.

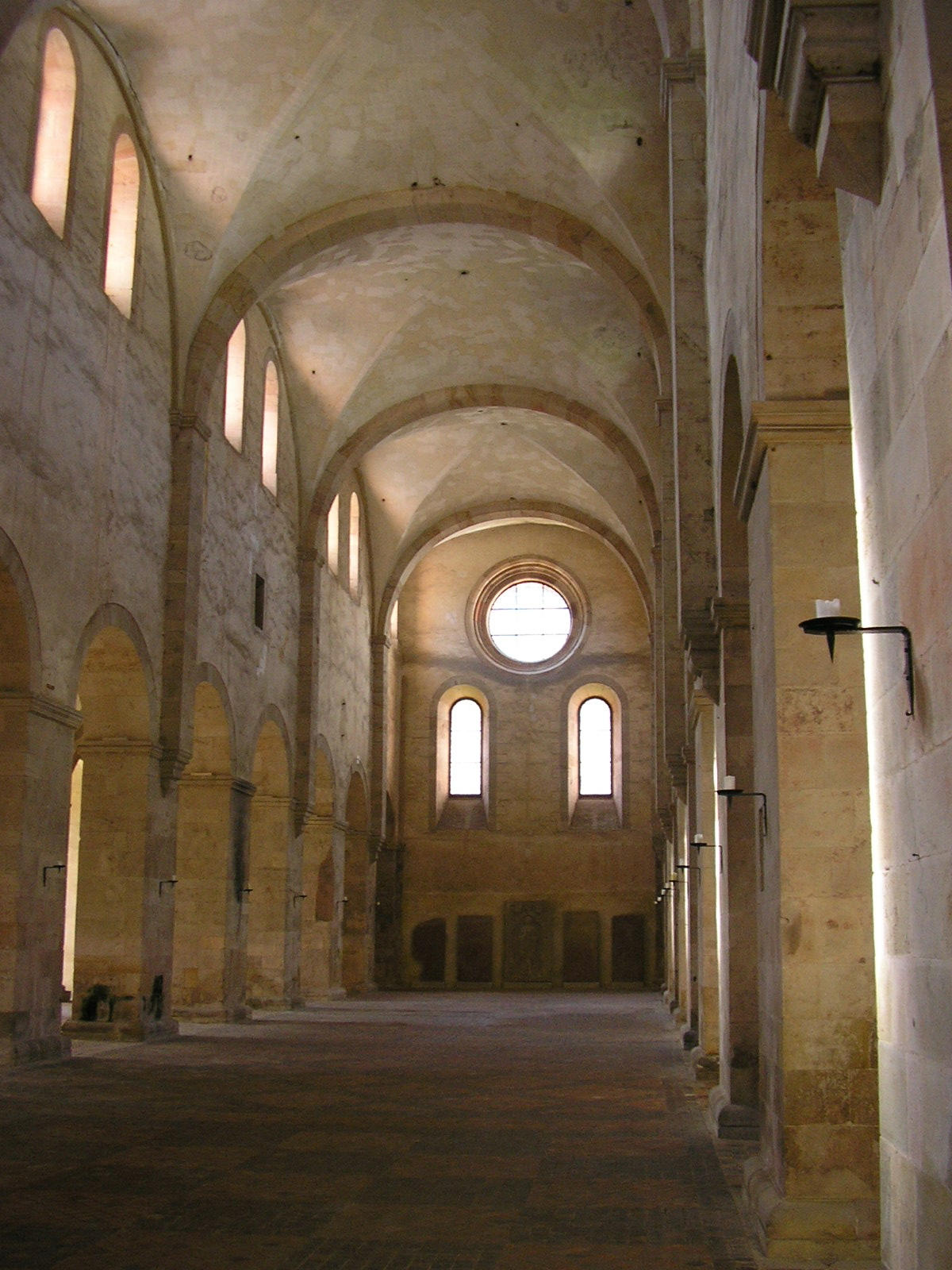
Església de l'abadia d'Eberbach (Alemanya), on es va rodar l'adaptació cinematogràfica de la novel·la.

## Argument
L'any 1327, durant el papat de Joan XXII, el frare franciscà Guillem de Baskerville i el seu aprenent Adso de Melk es desplacen a una abadia del nord d'Itàlia per assistir a un concili entre els delegats del papa i els representants de l'emperador Ludovic IV de Baviera per discutir sobre la suposada heretgia d'una nova branca de l'orde franciscà.
En arribar-hi, l'abat els encarrega investigar la misteriosa mort d'un jove monjo. A mesura que la trama avança, el nombre de monjos que moren en estranyes circumstàncies continua augmentant, i la investigació ha de continuar enmig del temor de la vinguda de l'anticrist, l'actuació de la Inquisició i els debats sobre la pobresa apostòlica i la naturalesa subversiva del riure.

## Temàtica
La novel·la descriu la vida monàstica del segle xiv en una abadia benedictina, durant la controvèrsia sobre la pobresa apostòlica que va enfrontar les diferents branques dels franciscans i els dominicans. S'hi veuen reflectides les tensions existents en la cristiandat, en què els espirituals (una facció dels franciscans) defensaven que l'Església havia d'abandonar totes les riqueses terrenals i viure pobrament com els apòstols, i aparegueren algunes sectes herètiques com els apostòlics o els dolcinians que assassinaven aquells que consideraven "impurs".

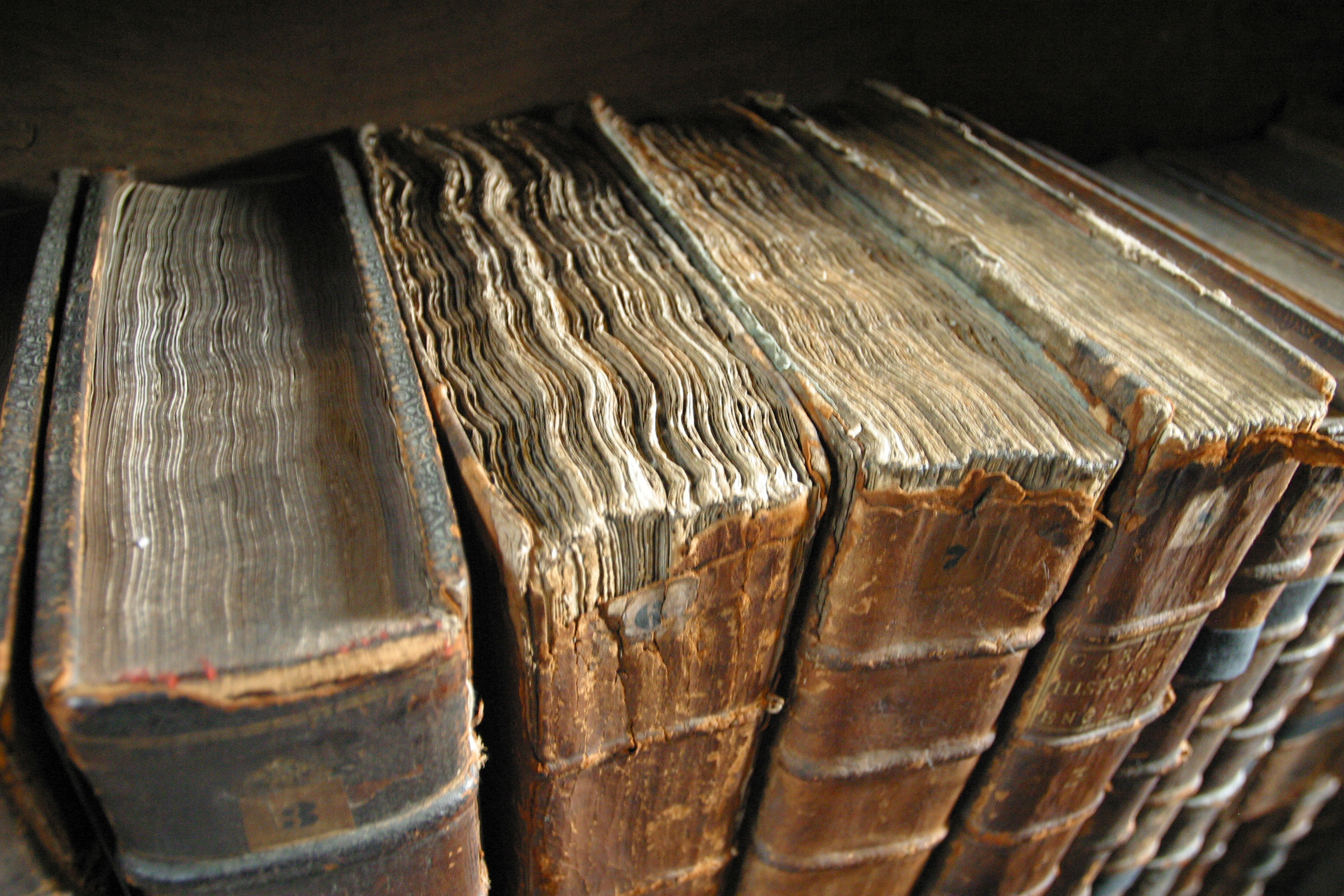
El misteri del llibre gira a l'entorn de la biblioteca del monestir

Umberto Eco representa fidelment el pensament medieval, fent que els monjos reaccionin adequadament a la mentalitat de l'època. L'objectiu de la biblioteca, que ocupa un lloc central de la trama, és preservar el coneixement de les generacions passades, però en cap cas facilitar la recerca o estar oberta a tothom. El bibliotecari només permet l'accés a les obres a copistes i traductors, però mai per a l'enriquiment personal (això es consideraria pecat de gola o de supèrbia), i fins i tot alguns llibres són considerats perillosos i ni tan sols els monjos hi tenen accés. Una altra característica típicament medieval és la constant apel·lació a l'autoritat en les discussions: recórrer a cites bíbliques, de destacats filòsofs o sants, que avalin la pròpia tesi és un argument irrebatible.
La investigació de Guillem de Baskerville és una exposició del mètode escolàstic, que era molt popular al segle xiv. Pel raonament deductiu, especialment sil·logismes, desxifra els problemes que se li presenten. Tot i que l'entorn monàstic dona per certa la tesi de la possessió demoníaca i la fi dels temps abans de la "segona vinguda", Guillem aconsegueix demostrar que els assassinats són obra humana. Mantenint una ment oberta, recol·lectant dades i apreciacions, i seguint la seva intuïció i el mètode dialèctic, decideix sobre què cal investigar tal com ho faria un escolàstic. La història també exemplifica la importància crucial de l'atzar en una investigació. Tot i que les solucions teòriques de Guillem no sempre es corresponen amb la realitat, no s'haurien pogut resoldre els misteris de l'abadia sense aquestes.
Com a semiòtic, Eco utilitza nombrosos símbols com a recursos literaris. Els diferents personatges personifiquen diversos aspectes de la condició humana. Umberto Eco també és un destacat teòric de la postmodernitat, i El nom de la rosa és considerada una obra postmoderna. D'acord amb l'estil postmodern, el final de la novel·la és incert: Guillem resol el misteri, però per casualitat, ja que pensava que els crims seguien un esquema que de fet era casual. Com el mateix autor afirma, al final "es descobreix molt poc i el detectiu és derrotat", renunciant a l'objectiu modernista de la certesa d'un objectiu final.

## Personatges
| Nom                                            | Historicitat  | Regió                               | Orde          | Ocupació                              |
| Protagonistes                                  | Protagonistes | Protagonistes                       | Protagonistes | Protagonistes                         |
| ---------------------------------------------- | ------------- | ----------------------------------- | ------------- | ------------------------------------- |
| Guillem (William) de Baskerville               | Fictici       | Anglesa, probablement Anglonormanda | Franciscà     | Inquisidor retirat                    |
| Adso de Melk                                   | Fictici       | Austríaca                           | Benedictí     | Novici; escrivà i deixeble de Guillem |
| Monjos de l'abadia                             |               |                                     |               |                                       |
| Abbone da Fossanova                            | Fictici       | Laci                                | Benedictí     | Abat                                  |
| Severino da Sant'Emmerano                      | Fictici       | Bavaresa                            | Benedictí     | Herborista                            |
| Malaquies de Hildesheim                        | Fictici       | Saxona                              | Benedictí     | Bibliotecari                          |
| Berenguer d'Arundel                            | Fictici       | Anglesa                             | Benedictí     | Ajudant de bibliotecari               |
| Adelmo d'Òtranto                               | Fictici       | Pullesa                             | Benedictí     | Miniaturista                          |
| Venanci de Salvemec                            | Fictici       |                                     | Benedictí     | Traductor del grec i l'àrab           |
| Benci d'Uppsala                                | Fictici       | Escandinava                         | Benedictí     | Estudiant de retòrica                 |
| Aymaro d'Alessandria                           | Fictici       | Piemontesa                          | Benedictí     | Copista                               |
| Remigio da Varagine                            | Fictici       | Lígur                               | Benedictí     | Cellerer                              |
| Salvatore da Monferrato                        | Fictici       | Piemontesa                          | Benedictí     | Ajudant de cellerer                   |
| Nicola da Morimondo                            | Fictici       | Llombarda                           | Benedictí     | Vidrier                               |
| Alinardo da Grottaferrata                      | Fictici       | Laciana                             | Benedictí     | Ancià retirat                         |
| Jorge de Burgos                                | Fictici       | Castellana                          | Benedictí     | Ancià retirat                         |
| Ubertino de Casale                             | Històric      | Piemontesa                          | Franciscà     | Retirat                               |
| Visitants                                      |               |                                     |               |                                       |
| Michele de Cesena                              | Històric      | Romanyesa                           | Franciscà     | Líder espiritual dels franciscans     |
| Bernat Gui                                     | Històric      | Llemosina                           | Dominicà      | Inquisidor i legat papal              |
| Girolamo, bisbe de Caffa (Jeroni de Catalunya) | Històric      | Catalana                            | Franciscà     | Bisbe de Cafa; legat imperial         |

### Obres i autors
El llibre està ple de cites en llatí, moltes de textos autèntics i d'altres d'apòcrifes inventades per l'autor.
- Els monjos de l'abadia citen sovint la Bíblia durant les seves converses. El pròleg comença amb la primera frase de l'Evangeli de Sant Joan.
- Durant tot el llibre es fan nombroses referències a Aristòtil i a les seves obres, de manera especialment prominent al segon llibre de la seva Poètica. Tot i que el llibre es va perdre i no ha arribat a la posteritat, Eco en descriu el contingut de manera plausible i en cita paràgrafs sencers imaginats per ell.
- La forma en què Guillem fa que sigui Adso el qui arribi a les conclusions lògiques amb preguntes concretes s'equipara a la maièutica de Sòcrates segons Plató.
- El Cançoner eròtic de Ripoll és al·ludit per Adso quan aquest narra la seva trobada sexual amb la noia.[4]
- Durant una visita a la biblioteca de l'abadia, Adso llegeix un passatge d'Arnau de Vilanova envers el guariment del mal d'amor.
- L'anècdota del cavall de l'abat[5] està inspirada en una obra de Karl May.[6] Algun dels raonaments és erroni, potser de manera deliberada per part de l'autor.[7]

### Personatges
- El protagonista, Guillem de Baskerville, està basat en Guillem d'Ockham, també anglès i contemporani dels fets descrits en la novel·la, que va revolucionar el pensament medieval introduint molts dels mètodes de raonament que utilitza en la novel·la el seu personatge homònim (incloent-hi la coneguda navalla d'Ockham). Guillem és alhora una referència a Sherlock Holmes (un dels seus casos més coneguts és El gos dels Baskerville). Com Guillem, el detectiu fictici creat per sir Arthur Conan Doyle també utilitzava el mètode científic i el raonament lògic en moltes de les seves investigacions.
- Adso és l'abreviatura de Ad Simplicio, referint-se al personatge del Diàleg de Galileo Galilei. Allí, Simplici fa una crítica a l'ús inapropiat de la navalla d'Ockham, de la mateixa manera que, en la novel·la, Adso no sempre segueix els raonaments de Guillem. Trobem una altra doble referència entre Adso i l'acompanyant de Sherlock Holmes, el Dr. Watson. A part de la semblança fonètica entre els noms, tots dos juguen el mateix paper de companys, confidents i futurs narradors de la història. Finalment, la procedència d'Adso és deguda a l'abadia benedictina de Melk, famosa per la seva enorme biblioteca.
- Jorge de Burgos és un homenatge a l'escriptor argentí Jorge Luis Borges. Com el personatge d'Eco, Borges era cec durant els seus darrers anys de vida i també va ser director de la biblioteca nacional de l'Argentina. El seu relat curt La biblioteca de Babel és una clara font d'inspiració de la biblioteca secreta del llibre: "La biblioteca es compon per un nombre indefinit, i potser infinit, de galeries hexagonals, amb grans pous de ventilació enmig, envoltats de baranes baixes." Molts dels altres temes recurrents d'El nom de la rosa també es troben en relats de Borges: bibliotecaris cecs, laberints, miralls, sectes, i llibres i manuscrits obscurs.
- Alguns dels personatges, com l'inquisidor Bernard Gui o Michele de Cesena, són històrics, i visqueren en el temps de la novel·la. Eco va fer els possibles perquè la seva aparició fos versemblant. Per exemple, l'abadia se situa en una zona muntanyosa perquè necessitava un lloc on les gelades arribessin aviat: la matança del porc no es fa fins que arriben les gelades i Eco necessitava grans quantitats de sang de porc per a la seva trama, però per tal que Bernard Gui aparegués en la història els fets no podien ser més tard, ja que se sap que l'inquisidor es trobava fora d'Itàlia a finals d'any.
- Dins del contexte de l'expansió territorial i marítima a la Mediterrània del segle xiv per l'aleshores hegemònica Corona d'Aragó, Jeroni de Catalunya (anomenat «Girolamo, bisbe de Caffa» a la novel·la) fa menció al llibre d'haver predicat en front de l'emperador romà d'Orient a Constantinoble; de fet, es considera que l'històric Jeroni de Catalunya va tenir la idea de casar una filla de Jaume el Just amb l'hereu de l'Imperi Romà d'Orient.[8]

### Anacronismes
- En el transcurs del llibre se cita un gran nombre de filòsofs, molts d'ells de manera anacrònica. Així, quan al final del llibre Guillem parla a Adso de la contradicció entre els mètodes de la ciència i de la fe tot citant "un autor de la teva terra", fa servir la mateixa metàfora que l'austríac Ludwig Wittgenstein (1889-1951) en el seu Tractatus Logico-Philosophicus (cal llençar l'escala després de pujar-la).
- Durant la recerca entre els llibres de la biblioteca, en què Guillem se sorprèn de veure'n un comentat per Umberto de Bolonya. Umberto Eco va ser professor de la Universitat de Bolonya.
- Un exemple dels diferents nivells de les referències del llibre és la frase amb què comença la història: "Era un matí gris de la darreria de novembre", és la primera frase del llibre que Snoopy mai és capaç d'acabar d'escriure, però alhora la darreria de novembre és l'última setmana de l'any litúrgic (abans de l'advent) i, per tant, simbolitza el final dels temps que es presagia a la novel·la.

## Títol

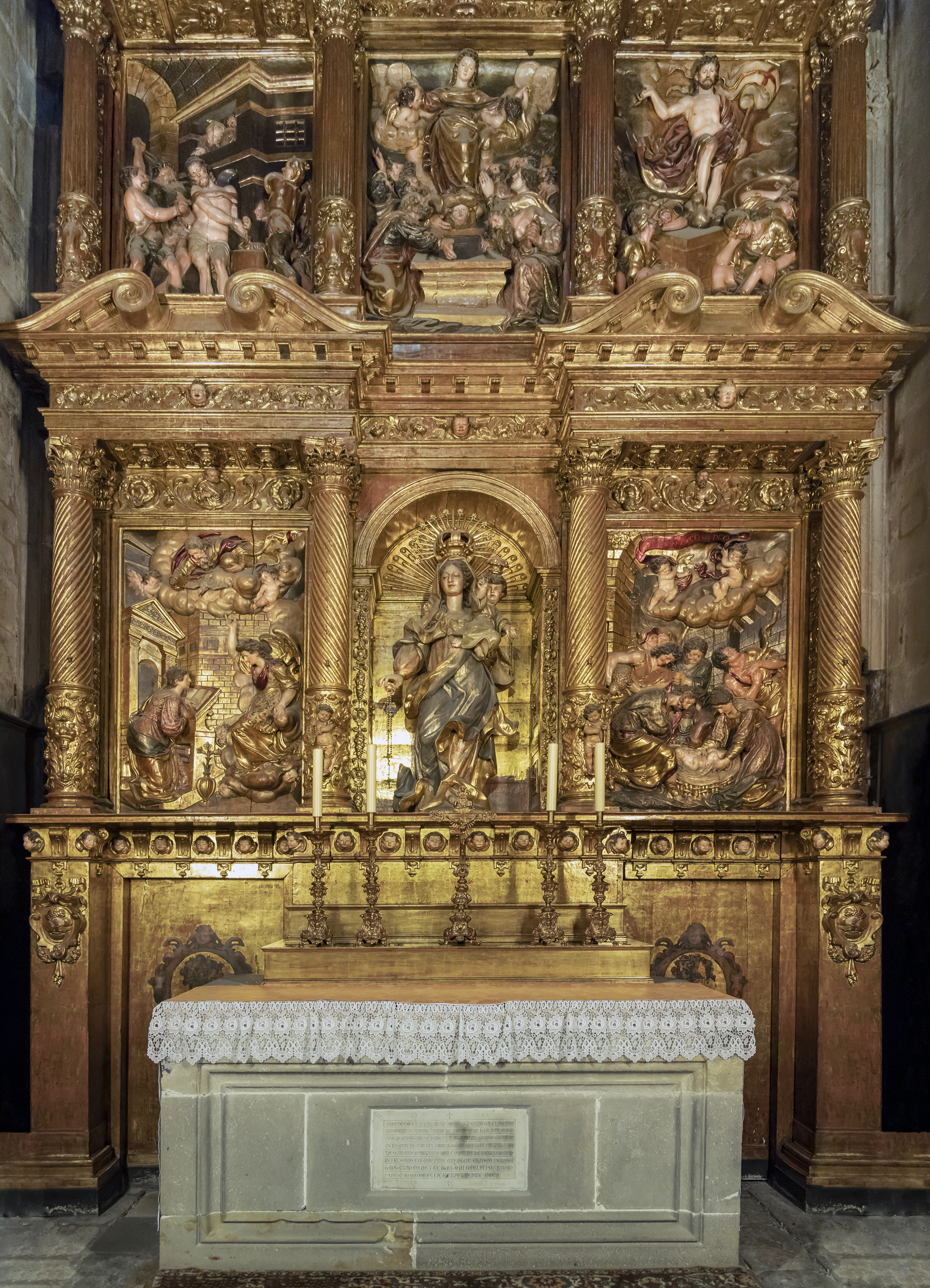
Una de les advocacions de la Verge Maria és "la Rosa Mística". Retaule barroc de la Mare de Déu del Roser, a la catedral de Barcelona, obra de 1617-1629 d'Agustí Pujol

Mentre l'escrivia l'autor havia titulat la novel·la L'abadia del crim, però el títol no convencia l'autor perquè pensava que centrava l'atenció del lector en la història dels assassinats desviant l'interès de la resta de temes tractats. Va proposar als editors posar-li el nom del narrador Adso de Melk, però la proposta no els va convèncer.
Finalment, es va decidir per El nom de la rosa, inclòs en la darrera cita en llatí de la novel·la: stat rosa pristina nomine, nomina nuda tenemus (de la rosa originària només ens en queda el nom, només tenim noms buits). La frase transmet la idea que els humans no podem arribar a l'essència de les coses, i ens hem de conformar a percebre'n la forma.
La pretesa ambigüitat del títol pot trobar moltes interpretacions en la novel·la. D'entrada, el llibre il·lustra el debat sobre l'essència de les coses que Aristòtil i sant Tomàs d'Aquino consideraven abastables. La rosa també simbolitza el coneixement de la biblioteca, que al final del llibre es perd i només en resta el record, o l'amor d'Adso per la jove que coneix a l'abadia, de la qual mai arriba a saber el nom. En un sentit més general, l'autor apunta que la bellesa dels temps passats ha desaparegut en els nostres dies.
La cita és de Bernat de Cluny, un monjo benedictí del segle xii.

## Adaptació
L'any 1986 El nom de la rosa es va adaptar en una versió cinematogràfica dirigida per Jean-Jacques Annaud i amb Guillem de Baskerville i Adso de Melk interpretats per Sean Connery i un jove Christian Slater, respectivament. Umberto Eco va quedar tan descontent per la pel·lícula que va renunciar a vendre els drets de cap més novel·la seva.